# Дивља створења
Дивља створења (енгл. Fierce Creatures) је британско-амерички хумористички филм из 1997. године, који представља духовни наставак филма Риба звана Ванда (1988). У оба филма играју Џон Клиз, Џејми Ли Кертис, Кевин Клајн и Мајкл Пејлин. Сценарио је написао Клиз, а режирали су га Роберт Јанг и Фред Скеписи.
Филм је био посвећен Џералду Дарелу и Питеру Куку. Неке сцене су снимљене у зоолошком врту Џерзи, који је основао Дарел.

## Радња
Вила Вестон стиже у Атланту да би заузела високу позицију у фирми коју је недавно купио власник компаније Октопус, Род Мекејн. Међутим, Род је обавештава да је већ продао фирму у којој је она запослена. Вила тада пристаје да води још једну од недавних аквизиција, зоолошки врт Марвуд, у покушају да створи пословни модел који се може користити за више зоолошких вртова у будућности. Син Рода Мекејна, Винсент, који гаји неузвраћену привлачност према Вили, најављује да ће јој се придружити у зоолошком врту.
Новоименовани директор зоолошког врта је пензионисани службеник полиције Хонгконга и бивши радник телевизије Октопус, Роло Ли. Да би испунио циљ Октопуса од 20% прихода од свих средстава, Роло покреће тему „дивљих створења” под претпоставком да ће опасне и насилне животиње привући више посетилаца. Све животиње које не испуњавају те услове морају отићи. Сви чувари животиња, укључујући Багзија, власника паука, покушавају да наведу Рола да промени мишљење. Они покушавају да натерају Рола да сам убије неке од најслађих животиња, али Роло, прозревши њихову подвалу, лажира убиство животиња. Роло држи животиње у својој спаваћој соби, због чега Вила и Винсент касније погрешно претпоставе да Роло има оргију са женским особљем.
Роло открива да неколико чланова особља симулира повреде од напада животиња. Он испаљује неколико хитаца упозорења на оне који су одговорни, а Реџи упада, погрешно мислећи да је један од њих упуцан. Роло тада проналази посетиоца који заправо доживео несрећу, али, не верујући да је стварна, окуси крв посетиоца док гласно проглашава да је лажна. Управо тада стижу Вила и Винсент и због овог фијаска Роло је деградиран на средњи менаџмент. Винсент му чак прети да ће га отпустити ако његове наводне активности са женским особљем не престану.
Винсент покрива и зоолошки врт и животиње рекламама након што је тајно прикупио спонзоре, облачи особље у смешне костиме и поставља вештачку панду у једно од ограђених простора. Његови континуирани покушаји да заведе Вилу пропадају, док она почиње да ужива у раду у зоолошком врту након блиског сусрета са горилом. Привлачи је Роло након што је постала фасцинирана његовом наводном способношћу да привуче много жена. Када Роло покуша да разговара о Винсентовом маркетиншком плану, она му предлаже да вечерају, али је приморана да одложи када се сети да Род долази из Атланте да разговара о вођењу зоолошког врта.
Забринути да би његова посета могла бити део плана за затварање зоолошког врта, Роло и чувари врта прислушкују Родову хотелску собу да би сазнали. Иако план пође по злу, сазнају да Род жели да претвори зоолошки врт у голф терен и да заправо не очекује да ће ускоро умрети.
Када открије да је Винсент украо спонзорски новац који је прикупио, Вила га упозорава да га врати, иначе ће она рећи Роду. Када Роло покуша да открије како се крађи може ући у траг, он и Вила се коначно пољубе, баш када Винсент стигне да врати новац. До сукоба долази прво у канцеларији зоолошког врта, а затим напољу док Вила, Роло, Багзи и неколико других покушавају да спрече Винсента да побегне са новцем. Багзи одбија да ућути, па Винсент губи живце и зграби пиштољ из канцеларије. Род стиже управо у тренутку када је Винсент савладан и најављује да је полиција на путу да га ухапси због крађе. Винсент покушава и не успева да пуца у свог оца, али тада Багзи узима пиштољ и случајно пуца Роду између очију.
У паници која следи, смишљају план како да преваре Родовог колегу Невила и полицију која стиже. Чувари раде заједно како би Винсента прерушили у Рода, пошто он може прилично добро да имитира очев нагласак. Када стигну полиција и Невил, Винс (као Род) им каже да је преправио Родов тестамент, прецизирајући да ће зоолошки врт остати у поверењу чувара, док ће Винсент наследити све остало, а он жели да сви они буду сведоци. Након потписивања новог тестамента, Винсент се закључава у чуварску кућицу у којој лажира Родово самоубиство. Иако Невил постаје сумњичав, остаје запањен када открије леш свог шефа у колиби.
Сада слободни, чувари зоолошког врта уништавају доказе о Мекејновом власништву. Винсент постаје нови извршни директор Октопуса, док Вила и Роло срећно започињу нови заједнички живот док настављају да воде зоолошки врт.

## Улоге
| Глумац          | Улога                       |
| --------------- | --------------------------- |
| Џон Клиз        | Роло Ли                     |
| Џејми Ли Кертис | Вила Вестон                 |
| Кевин Клајн     | Винсент Мекејн / Род Мекејн |
| Мајкл Пејлин    | Адријан „Багзи” Малон       |
| Роберт Линдси   | Сидни Лотерби               |
| Рони Корбет     | Реџи Си Лајонс              |
| Кери Лоуел      | Каб Филајнс                 |
| Били Браун      | Невил                       |